# 龐賓鎮區
龐賓鎮區，或譯傍因鎮區，為緬甸實皆省茂叻縣的鎮區。2014年人口112,694人，區域面積4,151.8平方公里。龐賓為該鎮區之首府。

## 外部連結
- Maplandia World Gazetteer （页面存档备份，存于） - map showing the township boundary